# Metaeuchromius yusufeliensis
Metaeuchromius yusufeliensis is een vlinder uit de familie van de grasmotten (Crambidae). De wetenschappelijke naam van de soort is voor het eerst geldig gepubliceerd in 1999 door Nuss & Speidel.